# Бернут, Юлиус фон
Юлиус фон Бернут (нем. Julius von Bernuth; 8 августа 1830, Рес — 24 декабря 1902, Гамбург) — немецкий дирижёр.

## Биография
Получил юридическое образование, затем в 1854—1856 гг. учился в Лейпцигской консерватории. В 1860—1868 гг. дирижёр Лейпцигской певческой академии, одновременно в 1860 и 1864—1867 гг. дирижировал симфоническими концертами музыкального общества «Эвтерпа». В 1867 г. возглавил Гамбургскую певческую академию и оркестр гамбургского Филармонического общества и руководил ими до 1894 года. В 1873 г. основал собственную консерваторию. В 1886 г. исполнил в Гамбурге Седьмую симфонию Антона Брукнера, был инициатором гамбургских гастрольных выступлений П. И. Чайковского в 1888 году, в связи с которыми Чайковский отмечал в «Автобиографическом описании путешествия за границу в 1888 году», что Бернут «опытный, хороший капельмейстер, пользующийся в Гамбурге всеобщим уважением».